# Els Goonies
Els Goonies (títol original en anglès: The Goonies) és una pel·lícula realitzada als Estats Units del gènere comèdia d'aventura. La va dirigir i produir Richard Donner sobre una història de Steven Spielberg amb el guió a càrrec de Chris Columbus.
Aquesta pel·lícula posa en escena a una banda d'adolescents dels "Goon Docks", sobrenom del barri d'Astoria a Oregon. Està interpretada per Sean Astin, Corey Feldman, Jonathan Ke Quan, Jeff Cohen, Josh Brolin, Kerri Green i Martha Plimpton.
Va ser distribuïda per Warner Bros. Pictures, es va estrenar el 7 de juny de 1985 als Estats Units i el Canadà. Ha estat doblada al català central i al valencià per a À Punt.
L'any 2022, la casa d'estil victorià on es va rodar la pel·lícula es va posar a la venda per 1,65 milions de dòlars a causa de l'allau de fans que la visitaven.

## Argument
Astoria, a l'estiu de 1985. Quan els terribles Fratelli s'escapen de la presó, una banda d'amics: Bocazas, Gordi, Data i Mickey, troben en el graner d'aquest últim un antic mapa d'un tresor que pertanyia al pirata Willy el Borni.
Com que el seu barri aviat serà arrasat pel promotor immobiliari Elgin Perkins per convertir-lo en un camp de golf, els adolescents decideixen buscar el tresor per evitar la destrucció de les seves cases. Seguint el mapa arriben i entren a un vell restaurant a la vora de la mar, sense saber que el lloc ja estava ocupat pels Fratelli, uns germans italians i la seva mare.
La frase The Goonies es pot traduir per "Els cretins" en català.

## Repartiment

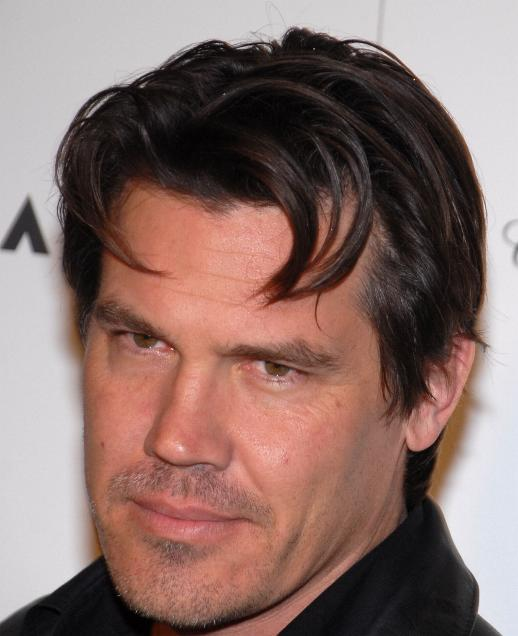
Josh Brolin, un dels protagonistes de The Goonies, l'any 2007

### Els Goonies
- Sean Astin com Michael "Mikey" Walsh
- Corey Feldman com Clark "Mouth" Devereaux
- Jonathan Ke Quan com Richard "Data" Wang
- Jeff Cohen com Lawrence "Chunk" Cohen
- Josh Brolin com Brandon "Brand" Walsh, el germà de Mikey
- Kerri Green com Andrea "Andy" Carmichael
- Martha Plimpton com Stephanie "Stef" Steinbrenner

### Altres
- Anne Ramsey com Ma Fratelli
- Joe Pantoliano com Francis Fratelli
- Robert Davi com Jake Fratelli
- John Matuszak com Lotney "Sloth" Fratelli
- Mary Ellen Trainor com Irene Walsh
- Keith Walker com Irving Walsh
- Steve Antin com Troy Perkins
- Lupe Ontiveros com Rosalita